# できる学習クラブ ケンチャコ大冒険
『できる学習クラブ ケンチャコ大冒険』（できるがくしゅうクラブ ケンチャコだいぼうけん）とは、PCの学習ゲームシリーズの一つ。『できる学習クラブ』のスピンオフ作品である。

## 概要
学習と冒険をテーマとした本シリーズでは、小学1年から小学6年までのメインシリーズの他、入学準備号や考える力、ローマ字キーマスターといった番外編もある。
プレイヤーは主役キャラであるケンやチャコ、ゴロちゃん博士やチャッピー、そして他の仲間達と共に、悪者ダークスの野望から、モンモンたちが住む妖精の世界『ワイズランド』を守るため、モンモンたちが仕掛けるもんだいクエストをクリアし、モンモンカードを集めていく内容となっていた。
現時点では2008年版を最後に新作が発売されておらず、現在は公式サイトも閉鎖されている。

## キャラクター
ケン
本シリーズの主人公。元気いっぱいの男の子。
チャコ
本シリーズのヒロイン。いつもしっかりとしている女の子。コードフリークAR及びチャコっとゲーム研究会からの登場キャラであるが、原作と比べて幼くなっている。
ゴロちゃん博士
ゴロちゃん博士研究所の科学者で、ワイズランドやモンモンの研究を行っている。チャコと同様、コードフリークAR及びチャコっとゲーム研究会からの登場キャラであるが、博士であり、後のスピンオフ元である『できる学習クラブ』のキャラクター"ミエタ博士"となり、体系も人間となるところが原作と異なる。
チャッピー
ワイズランドからやって来たモンモン。人気者であり、食いしん坊。
ダークス
ワイズランドを征服しようとたくらむ悪者。